# Erwin Weide
Erwin Weide (* 15. Oktober 1904 in Berlin-Rummelsburg; † 5. März 1997 in Berlin) war ein deutscher Politiker (CDU) und Mitglied des Berliner Abgeordnetenhauses.

## Leben
Weide war als Industriekaufmann tätig. Vor 1933 war er in der Jugendbewegung aktiv und gehörte der Evangelischen Arbeitnehmerbewegung an. Weide engagierte sich im sozialrepublikanischen Kreis, von 1930 bis 1933 gehörte er der Deutschen Staatspartei an.
1940 wurde er in den Kriegsdienst eingezogen, zum Kriegsende geriet er in Gefangenschaft. Nach dem Zweiten Weltkrieg wurde er Abteilungsleiter bei der Margarine-Union GmbH.
Nach dem Krieg trat er der Deutschen Angestelltengewerkschaft bei, dort war er stellvertretender Vorsitzender des Berliner Landesverbandes und Vorsitzender der Berufsgruppe Kaufmännische Angestellte. Daneben war er Arbeitsrichter und gehörte dem Vorstand der AOK Berlin an.
1945 war er Mitbegründer des CDU-Kreisverbandes Berlin-Lichtenberg, dort war er bis 1948 Vorsitzender der Ortsgruppe. Von 1960 bis 1964 war er Vorsitzender des Landessozialausschusses Berlin und gehörte dem Landesvorstand der CDU Berlin an.
Von 1946 bis 1948 war Weide in der Bezirksverordnetenversammlung Lichtenberg vertreten. 1958 wurde er in das Abgeordnetenhaus von Berlin gewählt, dem er eine Wahlperiode lang bis 1963 angehörte.